# Quodlibet (Kartenspiel)
Quodlibet (lat.: was beliebt) ist ein traditionelles couleurstudentisches Kartenspiel.

## Die Regeln

### Allgemeines
Quodlibet wird von vier Personen mit einem Paket zu 32 Blatt doppeldeutscher Karten gespielt.
Eine Partie Quodlibet besteht aus drei Rädern zu je vier Touren (Spielen). Quodlibet wird gegen den Uhrzeiger gespielt, es ist ein Stichspiel mit Farbzwang, es gibt jedoch keine Trumpffarbe.
Der Teiler wird beim Quodlibet Bierkönig genannt. Der erste Bierkönig teilt jedem Spieler acht Karten, nimmt sein Blatt auf und wählt ein Spiel aus dem ersten Rad (s. u.) und spielt seine erste Karte aus. Ist das erste Spiel durchgeführt, so wird der zur Rechten sitzende Spieler nächster Bierkönig; er kann nun ein Spiel aus den verbleibenden drei Spielen auswählen usw.
Nach Beendigung eines jeden Rades wird der Spieler mit den meisten Schlechtpunkten neuer Bierkönig und darf das erste Spiel wählen. Wer am Ende die wenigsten Schlechtpunkte besitzt, ist Sieger.

### Die einzelnen Touren

#### Das erste Rad

##### Plus
Jeder nicht gemachte Stich zählt zehn Punkte; macht ein Spieler keinen Stich, so schreibt er 100 Punkte – diese werden mit dem römischen Zahlzeichen C notiert.

##### Minus
Jeder Stich zählt zehn Punkte; macht ein Spieler alle Stiche, so schreibt er 100 Punkte.

##### Böser Nachbar
Die Zählweise ist dieselbe wie bei Minus, doch werden die Punkte beim rechten Nachbarn notiert.

##### Achmed und der rote Rülps
Der Spieler, der den roten Rülps, d. h. den Herz-König, in einem Stich fängt, schreibt 50 Punkte; der Spieler, der den Achmed, d. h. den Schell-Ober, fängt, erhält 30 Punkte. Befinden sich beide Karten im selben Stich, so schreibt der Spieler, der diesen Stich macht, 100 Punkte.

#### Das zweite Rad

##### Erste drei, letzter
Dieses Spiel wird auch 1238, gelesen Zwölf Achtunddreißig oder Mauer genannt – 1238 ist die Postleitzahl des Wiener Stadtteils Mauer.
Wer den ersten Stich macht, schreibt 10 Punkte. Der zweite Stich zählt 20 Punkte, der dritte 30 Punkte und der letzte, d. h. der achte, Stich zählt 50 Punkte.

##### Keine Roten
Hier geht es darum, keine Roten, d. h. keine Herzkarten in den Stichen zu fangen. Die niederen Herzen (7 bis 10) zählen jeweils 20 Punkte, die hohen Herzkarten (Unter bis Daus) jeweils 10 Punkte. Für einen reinen Farbstich in Herz erhält man 100 Punkte.

##### Ober, Unter
Hier geht es darum, keine Ober bzw. keine Unter in den Stichen zu fangen. Jeder Ober im Stich zählt 30 Punkte, jeder Unter 20 Punkte. Enthält ein Stich einen Ober und einen Unter, so zählt dies 100 Punkte.

##### Schmiergeld
Jeder Stich zählt 30 Punkte, der Spieler, der die dem Range nach niedrigste Karte in den Stich legt, erhält 20 Punkte. Macht ein Spieler mit der niedrigsten Karte den Stich, so zählt dies 100 Punkte.

#### Das dritte Rad oder Glücksrad
Im dritten Rad muss der Bierkönig das gewählte Spiel bereits vor dem Teilen ansagen.

##### Offene Hose
Offene Hose ist ein Minus-Spiel, bei dem die Karten mit den Rücken zum Spieler gehalten werden, so wie beim Idiotenskat. Bei dieser Tour ist der Farbzwang natürlich aufgehoben.

##### Waidmannsheil
Waidmannsheil ist ein Minus-Spiel mit offenen Karten.

##### Kleinfraß
Kleinfraß ist eine Variante des Kartenspiels Fan Tan. Jeder Spieler erhält vier Karten; fünf Päckchen zu drei Karten sowie eine einzelne Karte werden verdeckt auf den Tisch gelegt.
Zu Beginn dürfen nur Unter ausgespielt werden, an einen Unter darf nach oben oder unten in der entsprechenden Farbe angelegt werden. Wer keine Karte anlegen kann, muss ein Paket aufnehmen. Unter müssen gespielt werden und dürfen nicht zurückgehalten werden.
Sobald der erste Spieler alle Karten abgelegt hat, folgt die erste Volkszählung: Die übrigen Spieler erhalten für jede Karte, die sie noch in der Hand halten, 10 Punkte.
Sodann wird das Spiel fortgesetzt, ist der zweite Spieler fertig, erfolgt die nächste Zählung – hierbei zählt jede Karte 20 Punkte. Bei der dritten Volkszählung schreibt der zuletzt übrig gebliebene Spieler 30 Punkte je Karte und muss die allenfalls noch auf dem Tisch liegenden Päckchen mitzählen.

##### Quadratur
Jeder Spieler erhält acht Karten. Gestochen wird jeweils mit der um maximal drei Ränge höheren Karte dergleichen Farbe. Die Karte, die um genau drei Ränge höher ist, muss gespielt werden; Karten, die um vier oder mehr Ränge höher sind, dürfen nicht gespielt werden. Spielt jemand eine sogenannte Quadratur, z. B. eine Acht und den gleichfarbigen Unter, so dürfen die übrigen Spieler die dazwischenliegenden Karten, also Neun und Zehn der angespielten Farbe in den Stich legen.
Die Zählweise erfolgt wie bei Kleinfraß.

### Ergänzungen
Quodlibet wird abweichend von der oben angeführten Regel in vielen in Details unterschiedlichen Variationen gespielt. Meyers Konversationslexikon von 1888 beschreibt Quodlibet als „ein aus 13 [sic] verschiedenen Touren zusammengesetztes Kartenspiel, besonders in studentischen Kreisen beliebt“. Die hier wiedergegebene Regel ist daher keinesfalls in dem Sinne verbindlich wie etwa die Regeln des Schachspiels.

## Verwandte Spiele
Herzeln 

Tafferan 

Rosbiratschka